# Origny-le-Roux
Origny-le-Roux település Franciaországban, Orne megyében. Lakosainak száma 249 fő (2022. január 1.). Origny-le-Roux Suré, Saint-Pierre-des-Ormes, Saint-Rémy-des-Monts, Chemilli, Saint-Fulgent-des-Ormes és Mamers községekkel határos.

## Népesség
A település népességének változása:
| Lakosok száma | 274  | 269  | 277  | 266  | 265  | 263  | 258  | 252  | 249  |
|               | 2013 | 2015 | 2016 | 2017 | 2018 | 2019 | 2020 | 2021 | 2022 |